# أليف الفضة
أَليفُ الفِضَّة أو المُستَفِض أو المُتَفضض (بالإنجليزية: Argentaffin)‏ هوَ مُصلطح يُشير إلى الخلايا التي تَمتص الصَبغة الفِضية، وَتُسمى هذه الخَلايا «خلايا أَليفَة الفِضَّة» وهي أي خلية مِعويّة صَمَّاويّة مُفرِزة للهرمونات موجودة على طول السبيل الهضميّ.
هي صفة مميَّزة للميلانين، ويمكن تطبيق ملوِّن لاستعراف هذه الحُبَيبات. ملوِّن فونتانا-ماسون (بالإنجليزية: Fontana-Masson stain)‏، يستفيد هذا المُلوِّن من حقيقة أنّ هذه الخلايا تُرجِع أملاح الفضّة إلى لون معدن الفضّة (أسود بُنِّي) بدون مُساعدة عامل مُرجِع، وهذا هو تعريف واضح بالخَلاَيا أَليفَةُ الفِضَّة.
هذه الخلايا هي واحدة من الخلايا المُدوّرة أو المُسطَّحة الموجودة في النسيج المُبَطِّن للسبيل الهَضميّ وتحتوي حُبَيبات تخدم الوظيفة الإفرازيّة، وتَشيع هذه الخَلاَيا الظِهارِيَّة على طول السبيل الهضميّ حيثُ تتركَّز في المِعَى الدَّقيق والزائِدَة الدوديّة. تتوضَّع الخلايا بعشوائيّة ضمن الغشاء المُخاطيّ مُبطِّنةً المِعَى بانخِفاضات تشبه الأنبوب وتُعرَف باِسم غُدَد لِيبِرْكُون (بالإنجليزية: Lieberkühn glands)‏. تحتوي حُبَيباتها مادّة كيميائيّة تُدعى سيروتونين، الّتي تُحفِّز تَقلُّصات العضلات المَلساء. يُعتقد أنَّ السيروتونين يَنْتَشِر لخارج الخَلاَيا أَليفَةُ الفِضَّة ليدخل جُدران السبيل الهضميّ، حيثُ تتحفَّز الأعصاب المؤدِّية إلى العضلات مُنتجةً بذلك تقلُّصات تَمَعُّجِيَّة تشبه الموجة تُشجِّع مرور الطعام عبر السبيل المِعَويّ.